# Cetonana simoni
Cetonana simoni är en spindelart som först beskrevs av Lawrence 1942.  Cetonana simoni ingår i släktet Cetonana och familjen flinkspindlar. Inga underarter finns listade i Catalogue of Life.